# OMEMO

Logo di OMEMO

OMEMO è un'estensione dell'Extensible Messaging and Presence Protocol (XMPP) per la crittografia end-to-end multi-client sviluppata da Andreas Straub. Secondo Straub, OMEMO utilizza l'algoritmo Double Ratchet "per fornire una crittografia da multi-end a multi-end, consentendo la sincronizzazione sicura dei messaggi tra più client, anche se alcuni di essi non sono in linea". Il nome "OMEMO" è un acronimo ricorsivo che sta per "OMEMO Multi-End Message and Object Encryption".
È uno standard aperto basato sull'algortimo Double Ratchet e sul Personal Eventing Protocol (PEP, XEP-0163).
OMEMO offre segretezza futura e negabilità con la sincronizzazione dei messaggi e la consegna offline.

## Caratteristiche
Rispetto a OTR, il protocollo OMEMO offre chat crittografate molti-a-molti, accodamento dei messaggi offline, forward secrecy, trasferimento di file, verificabilità e negabilità a scapito di un overhead leggermente più grande delle dimensioni dei messaggi.

## Storia
Il protocollo è stato sviluppato e implementato per la prima volta da Andreas Straub come progetto al Google Summer of Code del 2015. L'obiettivo del progetto era quello di implementare uno schema di crittografia da multi-end a multi-end basato sull'algoritmo Double Ratchet in un client per Android di messaggistica istantanea basato su XMPP, chiamato Conversations.
È stato introdotto in Conversations e presentato alla XMPP Standards Foundation (XSF) come XMPP Extension Protocol (XEP) proposto nell'autunno 2015 ed è stato accettato come XEP-0384 a dicembre 2016.
Nel luglio 2016, il progetto ChatSecure ha annunciato che avrebbero implementato OMEMO nelle versioni successive. ChatSecure v4.0 supporta OMEMO ed è stato pubblicato il 17 gennaio 2017.
Una prima versione sperimentale di un plugin OMEMO per il client XMPP multipiattaforma Gajim è stata resa disponibile il 26 dicembre 2015.
Nel giugno 2016, la società di consulenza di sicurezza informatica no profit Radically Open Security ha pubblicato un'analisi del protocollo OMEMO.

## Supporto dai client
Client selezionati che supportano OMEMO (esiste anche un elenco completo dei client  ):
- BeagleIM (macOS)
- ChatSecure (iOS) [6]
- Conversations (Android)
- Converse.js (basato su browser) [7]
- Dino (Linux, macOS) [8]
- Gajim tramite plugin ufficiale (Linux, Windows, BSD)
- Monal (iOS)
- Psi tramite plugin ufficiale (Linux, Windows, macOS)
- Psi + tramite plugin ufficiale (Linux, Windows, macOS, Haiku, FreeBSD)
- client libpurple come Pidgin o Finch tramite plugin sperimentali
- Adium tramite un Xtra basato sul plugin libpurple
- Profanity tramite plugin sperimentale (BSD, Linux, macOS, Windows)
- SiskinIM (iOS)

## Supporto dalle librerie
- Smack supporta OMEMO utilizzando i due moduli smack-omemo e smack-omemo-signal [9]
- XMPPFramework (macOS, iOS, tvOS) [10] supporta OMEMO tramite l'estensione OMEMOModule [11] se utilizzato in combinazione con la libreria SignalProtocol-ObjC [12] .